# Route nationale 509
Die N509 war von 1933 bis 1973 eine französische Nationalstraße, die in zwei Teilen zwischen Annecy und Saint-Gervais-les-Bains verlief. Ihre Gesamtlänge betrug 58,5 Kilometer. Von 2000 bis 2006 wurde die Nummer N509 für zwei Seitenäste der N9 verwendet, die von dieser zur A75 (Abfahrt 52 und 54) verliefen.

## N509a
Die N509A war von 1933 bis 1973 ein Seitenast der N509, der von dieser in Veyrier-du-Lac abzweigte und zur N508 in der Nähe des südlichen Endes des Lac d’Annecy führte. Ihre Länge betrug 12,5 Kilometer.